# یونکرس و ۳۴
یونکرس و ۳۴ (به آلمانی: Junkers W 34) یک هواگرد مسافربری و ترابری تک‌موتوره آلمانی بود. این هواگرد در دههٔ ۱۹۲۰ ساخته و در سال ۱۹۲۶ وارد خدمت گردید. مدل مسافربری آن توانایی حمل یک خلبان و ۵ مسافر را داشت. این هواگرد نوع توسعه‌یافتهٔ یونکرس و ۳۳ بود. توسعهٔ یونکرس و ۳۴ منجر به ساخت یونکرس یو ۴۶ گردید.

## تولید و خدمت

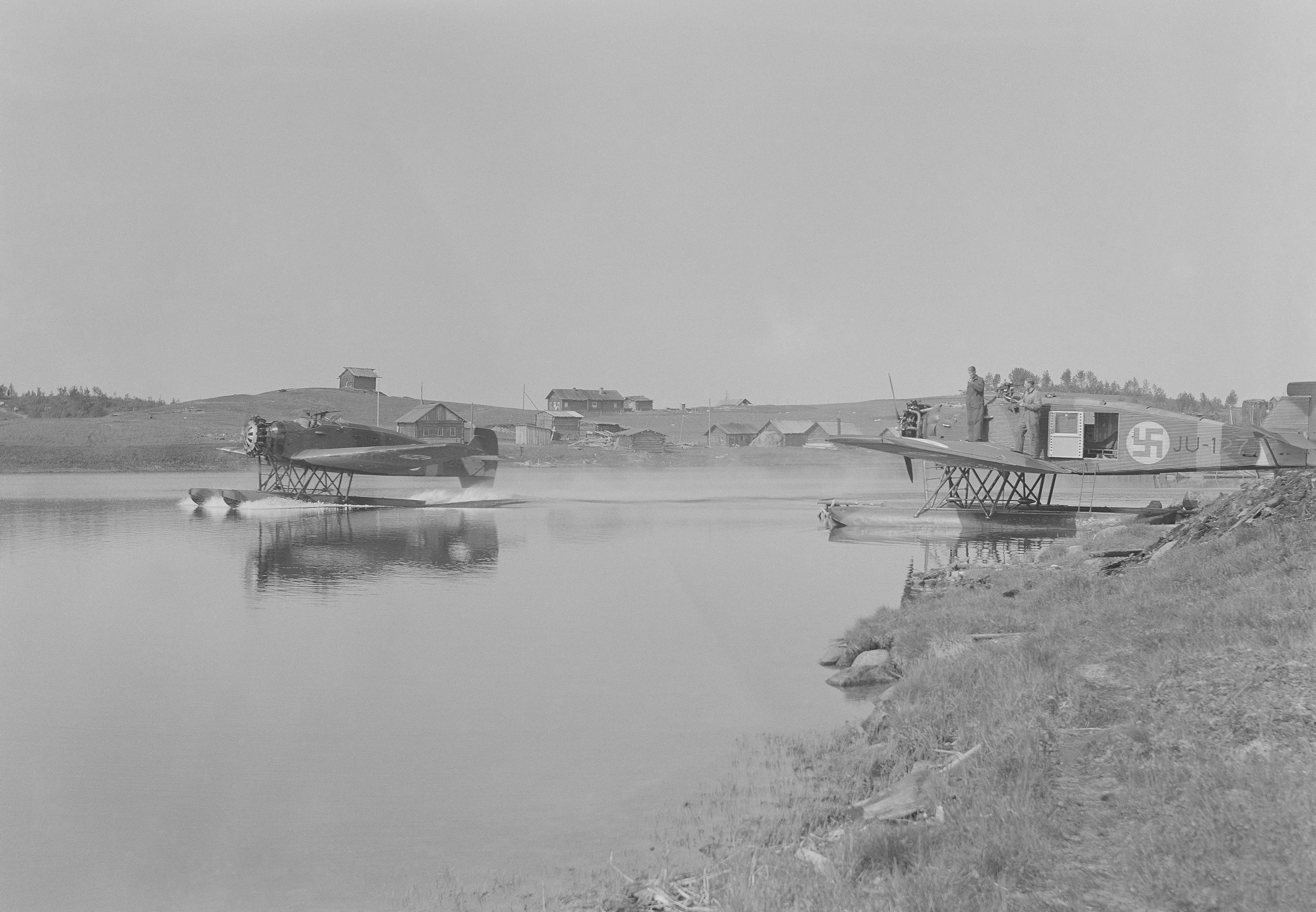
دو فروند یونکرس و ۳۴

یک فروند یونکرس و ۳۴ب توانست در ۲۶ مه ۱۹۲۹ به سقف پرواز ۱۲٬۷۳۹ متری دست یابد و رکورد سقف پرواز را بشکند. این هواگرد مجهز به موتور بریستول جوپیتر ۷ بود. خلبان این هواگرد فریدریش نوینهوفن بود.
یونکرس و ۳۴ در ورژن‌های گوناگونی ساخته شد. از این هواپیما تعداد ۱۰۰۰ فروند برای بازار غیرنظامی تولید شد و ۲۰۲۴ فروند دیگر از نوع هی و هوا زیر امتیاز برای وزارت هوانوردی رایش و لوفت‌وافه ساخته شد. قیمت هر فروند آن ۶۵۰۰۰ و ۷۰۴۰۰ رایش مارک بود.
در ۳۱ ژانویه ۱۹۴۴ لوفت‌وافه هنوز ۶۱۸ فروند و ۳۴هی و ۵۱۶ فروند و ۳۴هاو داشت که بیشتر آنها به وسیلهٔ آموزشکده‌های پرواز به‌کارگرفته می‌شدند.
نیروی هوایی کلمبیا از و ۳۴ در جنگ کلمبیا-پرو در سال ۳-۱۹۳۲ بهره می‌برد.
نیروی هوایی سوئد سه فروند و ۳۳ و و ۳۴ را بین سال‌های ۱۹۳۳ و ۱۹۵۳ برای ترابری و به عنوان آمبولانس به کار می‌برد که دارای نامگذاری نظامی ت ارپ۲ و ت ارپ۲آ بودند که این نامگذاری به ت پ ۲ و ت پ۲آ تغییر پیدا کرد. یکی از این هواپیماها هنوز با رنگ‌های غیرنظامی با نام اس ئیه-بیه-ای آ نگهداری می‌شود.